# Le Consortium
Le Consortium ist ein Museum für zeitgenössische Kunst in Dijon. Es befindet sich in unmittelbarer Nähe des Stadtzentrums und präsentiert Werke aus der Museumssammlung sowie Wechselausstellungen auf einer Fläche von rund 2000 m². Das Museum besitzt eine umfangreiche Sammlung von mehr als 350 Werken zeitgenössischer Künstler (Stand 2022). Träger des Consortium Museums ist eine Vereinigung nach dem Gesetz von 1901 (Association loi de 1901), ein gemeinnütziger Verein.
Le Consortium als Miteigentümer des Filmunternehmens besitzt neben den Ausstellungsflächen einen Anna-Sanders-Vorführraum, in dem eigene Produktionen gezeigt werden.
Die New York Times bezeichnete das Museum in einem Artikel vom 21. Juni 2016 als „das unauffällige (under the radar) Museum, das im Stillen das nächste große Ding in der Kunst vorhersagt“.

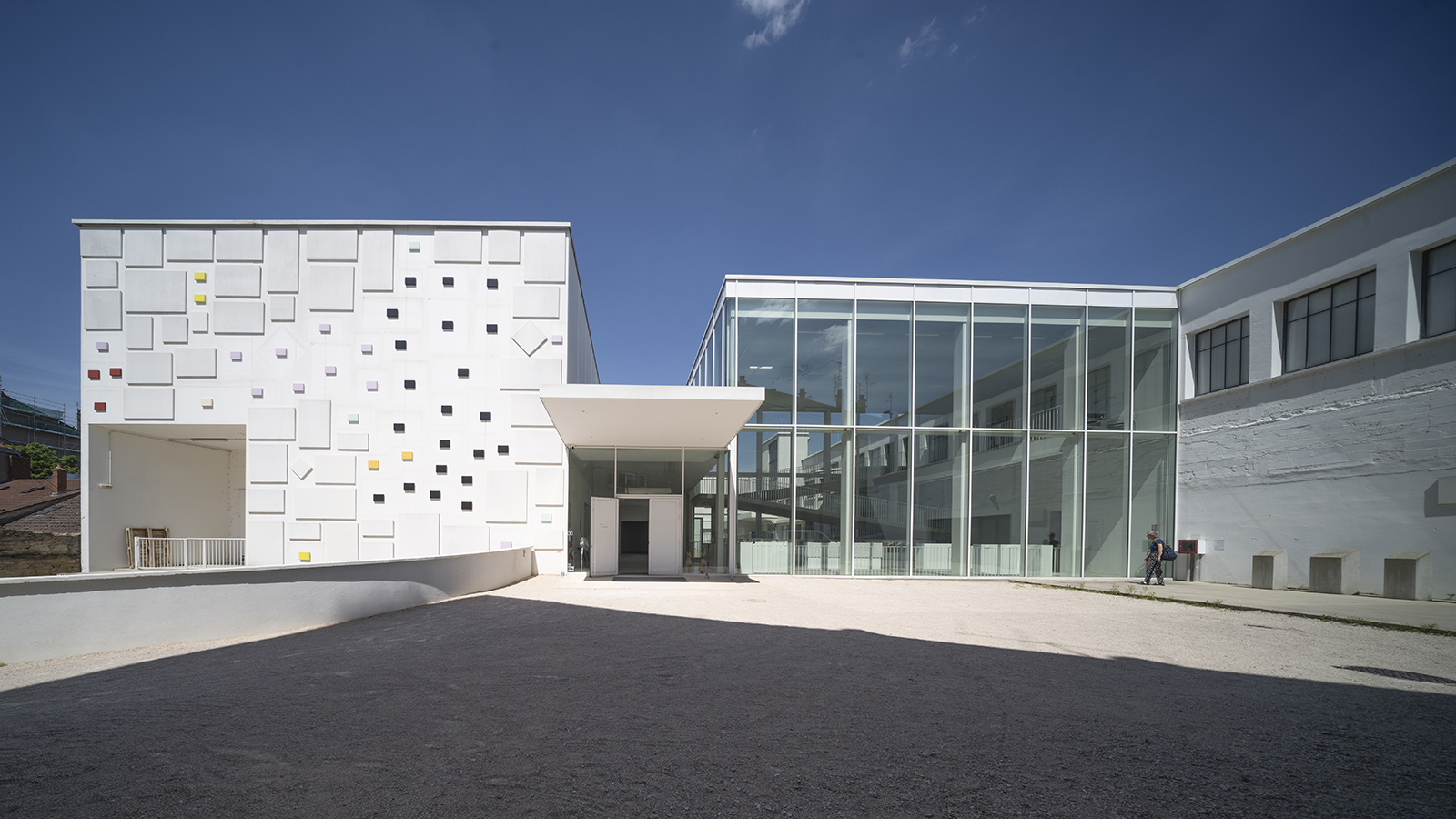
Le Consortium Museum für zeitgenössische Kunst, Dijon

## Ausstellungen (Auswahl)
- 2022 Roland Topor und Sélection Française
- 2021 New York: The Eighties; Part Two (extended version)
- 2019 New York: The 1980s; Part II
- 2018 „L’Almanach 18“ und New York : The 1980s; Part I
- 2017 „Truchement“, Gruppenausstellung
- 2016 „L’Almanach 16“, Gruppenausstellung
- 2014 „L’Almanach 14“, Gruppenausstellung
- 2013 The Photographic Object 1970 ; Robert Barry
- 2012 FRAC / CONSORTIUM : 2 Collections
- 2011 «The Deer», a show by Eric Troncy ; Sherrie Levine
- 2010 Sylvie Auvray; Lynda Benglis
- 2008 Christian Boltanski, «Questions-réponses»
- 2007 Mark Lecky, «Industrial Light and Magic»
- 2005 Angela Bulloch; Marc-Camille Chaimowicz, «Partial Eclipse 1982-2002»
- 2004 Carsten Höller ; Ugo Rondinone, «Short Nights, Long Years»
- 2003 Ann Veronica Janssens ; Richard Hamilton, «Editions & Multiples»
- 2002 Lily Van Der Stokker, «Family and Friends» ; Lee Bul, «The Monster Show» ; Christopher Wool
- 2001 Niki de Saint-Phalle ; Dominique Gonzalez-Foerster, «Quelle architecture pour Mars ?»
- 2000 Yayoi Kusama ; Wang Du

## Kooperation
Seit 1991 arbeitet Le Consortium mit der Fondation de France zusammen und gibt interessierten Gruppen die Möglichkeit, zu einem Thema oder Anliegen Künstler mit einem Werk zu beauftragen. Nahezu achtzig Auftragsarbeiten wurden bislang umgesetzt, von Einzelwerken für Museen bis hin zu Werkgruppen, die in der gesamten Region Burgund und im Grand Est (Großraum Ost) entstanden sind.
Gemälde, Skulpturen, Beleuchtungen, Architekturen, Landschaften, Glasmalereien, Filme wurden von Künstlern wie Patrick Berger, Christian Boltanski, Bertrand Lavier, Didier Marcel, Yan Pei Ming, Oscar Tuazon, Christopher Wool oder Rémy Zaugg für Universitäten, Krankenhäuser, öffentliche Räume, Kirchen oder das mit Shigeru Ban konzipierte Besucherzentrum des Canal de Bourgogne in Pouilly-en-Auxois geschaffen.
Als Lille 2003 Kulturhauptstadt Europas war, entwickelte das Museum mit der japanischen Künstlerin Yayoi Kusama das Kunstprojekt Les Tulips de Shangri-La (Die Tulpen des Shangri-La). Zwischen dem Bahnhof Lille Europe und dem Stadtzentrum stand eine 7,50 m hohe farbige Skulptur eines Blumenstraußes.
Das Museum arbeitete von 2011 bis 2014 mit dem Msheireb Downtown Doha Projekt in beratender Funktion zusammen. Dieses Projekt widmete sich der Revitalisierung der Altstadt der katarischen Hauptstadt Doha. In diesem Zusammenhang wurden zwanzig Skulpturen im öffentlichen Raum und weitere Kunstwerke in unterschiedlichen Gebäuden installiert. Dabei handelte es sich um die Werke lokaler Künstlerinnen und Künstler sowie von solchen mit internationaler Reputation.
Seit 2014 arbeitet Le Consortium kontinuierlich mit dem Asian Culture Center in Gwangju (Südkorea), dem es beratend zur Seite steht, zusammen.

## Geschichte
Das Museum Le Consortium wurde 1977 als Privatinitiative von der Vereinigung Le Coin de Mirroir (Die Spiegelecke) gegründet. 1983 schloss sich Le Coin de Mirroir mit zwei weiteren lokalen Kunstinitiativen zu Le Consortium zusammen.
Anfänglich wurde zeitgenössische Kunst in einem Ausstellungsraum auf dem ersten Stock einer alternativen Buchhandlung auf einer Ausstellungsfläche von ca. 30 m² veranstaltet. 1982 wurde dann ein ehemaliges Ladenlokal im Stadtzentrum mit 600 m² Fläche bezogen. In diesem Jahr wurde die Initiative als erstes französisches Zentrum für zeitgenössische Kunst vom Kulturministerium anerkannt. Schließlich zog das Museum von 1991 an sukzessive in eine ehemalige Likörfabrik am heutigen Standort ein. Die Architektur dieses Fabrikgebäudes folgte dem internationalen Stil mit einer Tendenz zum Post-Bauhaus, d. h. einer glatten Betonkonstruktion ohne Ornamente.
2011 ein von dem japanischen Architekten Shigeru Ban entworfener Erweiterungsbau mit 4000 m² Fläche, von denen 2000 m² für Ausstellungen vorgesehen sind, eröffnet. Die Einweihung nahm der damalige französische Kulturminister Frédéric Mitterrand vor.
Für Publikationen über zeitgenössische Kunst gründet Le Consortium 1992 den unabhängigen Verlag „Les Presses du Réel“.

## Auszeichnungen
- 2008 Mark Leckey erhielt den renommierten Turner Preis für seine Ausstellung „Industrial Light & Magic“ (Licht und Magie der Industrie) im Le Consortium.
- 2001 wurde der Spezialpreis der Jury der Biennale von Venedig Pierre Huyghe für seine von Le Consortium kuratierte  Ausstellung im französischen Pavillon verliehen.